# Черчемаджоре
Черчемаджоре (итал. Cercemaggiore) — коммуна в Италии. Располагается в регионе Молизе, в провинции Кампобассо. Находится в 12 км к юго-востоку от регионального центра — Кампобассо. 
Население составляет 4057 человека (2010 г), плотность населения составляет 72 чел./км². Занимает площадь 55 км². Почтовый индекс — 86012. Телефонный код — 0874.
Покровителем коммуны почитается святой мученик Викентий, празднование 11 сентября.

## Демография
Динамика населения:

## Администрация коммуны
- Официальный сайт: http://www.comune.cercemaggiore.cb.it/